# Lakeview (Arkansas)
Lakeview è una città degli Stati Uniti d'America situata nello Stato dell'Arkansas, nella Contea di Baxter.